# Harry Pepl
Harry Pepl (* 10. September 1945 in Wien; † 5. Dezember 2005 in Wiener Neustadt, Niederösterreich) war ein österreichischer Jazz-Gitarrist, Komponist und Musikpädagoge.

## Leben und Wirken
Harry Pepl studierte an der Universität für Musik und darstellende Kunst Wien klassische Gitarre bei Karl Scheit. Weiteren Gitarren-Unterricht hatte er bei Jim Hall und Wes Montgomery. Dann fand er autodidaktisch zum Jazz und gehörte bald dem Harald Neuwirth Consort, dem Erich Kleinschuster Sextett, sowie der ORF-Big Band an. Gemeinsam mit Werner Pirchner trat er Mitte der 1970er Jahre als Pirchner-Pepl-JazzZwio auf, das teilweise mit Adelhard Roidinger als Bassisten zum Trio erweitert wurde. Zudem spielte er mit bekannten Jazzmusikern, wie Benny Goodman, Dave Holland, Enrico Rava, Dino Saluzzi, Daniel Humair, Jon Christensen, Werner Pirchner, Wolfgang Puschnig, Steve Swallow, Jack DeJohnette, Dave Liebman, Mino Cinelu und Michel Portal sowie dem Vienna Art Orchestra. Mit Mike Richmond spielte er zwischen 1984 und 1986 auf zahlreichen Festivals, u. a. in der Formation Airmail.
Zwischen 1977 und 1995 unterrichtete er an der Universität für Musik und darstellende Kunst Graz, ab 1984 als ordentlicher Professor. Nach zwei Schlaganfällen Anfang der 1990er Jahre trat er nur mehr sporadisch live auf, widmete sich verstärkt dem Komponieren und wandte sich auch dem Klavier und dem Schlagzeug zu.
Harry Pepl starb 60-jährig in einem Spital in Wiener Neustadt.

## Auszeichnungen
- 1991: Niederösterreichischer Kulturpreis (Förderungspreis für Musik)[4]
- 1998: Niederösterreichischer Kulturpreis (Würdigungspreis für Musik)[4]

## Werke (Auswahl)

### Ensemblemusik
- Bike Breaker – RadlBremser (1984)[5]
- Die kleine Mutti – Little Mom (1986)[5]
- Die alte Mär und das Mann – Trio für Flügelhorn, Perkussion und Gitarre (1987)[5]
- More far out than East – Sextett für Flöte, Saxophon, Trompete, Schlagzeug, Gitarre und Kontrabass (1987)[5]
- Ballantine for Valentine – Quartett für Trompete, Schlagzeug, Gitarre, Bandoneon und Kontrabass (1988)[5]
- Grogos – Trio für Violine, Viola und Kontrabass (1989)[5]
- Ballade für Mr. Dinozzo – Duo für Viola und Kontrabass (1989)[5]
- Maletten – Trio für Perkussion, Vibraphon und Marimbaphon (1989)[5]
- Misterious Ministry – Duo für zwei Klarinetten und Elektroakustik (1989)[5]
- Pizzicat – Duo für Oboe und Kontrabass (1990)[5]
- Eastern Island Ears – Trio für Saxophon, Perkussion und Klavier (1990)[5]
- The last bars of mankind – Trio für Perkussion, Gitarre und Klavier (1990)[5]
- Wide One – Duo für zwei Klaviere (1990)[5]
- Magnet Resonance – Trio für Saxophon, Perkussion und Klavier (1990)[5]
- Herbstzeitlose Arbeitslose – Oktett für zwei Flöten, zwei Klarinetten, Oboe, Vibraphon, Mirambaphon, Klavier und Sopran (1990)[5]
- Obsession – Quartett für zwei Violinen, Viola und Violoncello (1991)[5]
- Moving Navel – Quartett für zwei Violinen, Viola und Violoncello (1991)[5]
- Über Kurz oder Lang, von der Weite und der Enge – Quartett für zwei Violinen, Viola und Violoncello (1992)[5]
- Scale Fox – Quartett für Flügelhorn, Perkussion, Gitarre und Kontrabass (1994)[5]
- Song for Gil – Quartett für Flügelhorn, Perkussion, Gitarre und Kontrabass (1994)[5]
- Ankara – Quartett für Flügelhorn, Perkussion, Gitarre und Kontrabass (1994)[5]

### Solomusik
- Trance – für Violoncello (1988)[5]
- Krenek – für Klavier (1989)[5]
- Piano Nr. 7 – für Klavier (1989)[5]
- Begnadete Klavierimprovisation an der Stromgitarre – für Klavier (1989)[5]
- Tschernobyl – für Klavier (1989)[5]
- Einsicht ins mich – für Klavier (1990)[5]
- 3 Days before – für Gitarre (1990)[5]
- Piano Nr. 36 – für Klavier (1991)[5]
- Heavy Metal pedal – für Klavier (1991)[5]
- Brauereibraue Augenbraune – für Klavier (1991)[5]
- Intro P 34 – für Klavier (1991)[5]
- Aug aufs Faust – für Klavier (1991)[5]

### Elektronische Musik
- Knessl Ressl Jump – Quartett für Posaune, Perkussion, Gitarre, Viola und Synthesizer (1989)[5]
- Kraftwerk – für Chor, Perkussion, Computer und Synthesizer (1989)[5]
- Alone is a golden stone – Trio für Saxophon, Perkussion, Klavier und Elektroakustik (1990)[5]
- Anspannen, Überspannen, Abspannen – Quintett für fünf Perkussions (1992)[5]
- Strange Uhudler – Duo für Posaune, Gitarre und Synthesizer (1995)[5]
- Exzentrik Egometrik – für Klavier, Zuspielungen und Ballett (1996)[5]

## Diskografie (Auswahl)
als Bandleader
- Harry Pepl – Austrian Jazzart, Airmail-light blues (Universal Music, Solo-Album, 1988)[3]
- Harry Pepl – Austrian Jazzart, Schönberg Improvations (Universal Music, Solo-Album, 1990)[3]
- Harry Pepl Quartett – N.Y.C. Impressure (Extraplatte, 1994)[3]

als Sideman
- Benny Goodman – Berlin 1980 (TCB Records, 1980)[3]
- Pirchner-Pepl-Jazzzwio – Gegenwind (Mood Records, 1980)[3]
- Pirchner-Pepl-Jazzzwio – Live, Montreux '81 (WEA Records, 1981)[3]
- Adelhard Roidinger, Heinz Sauer, Werner Pirchner, Harry Pepl und Michael Di Pasqua – Schattseite (ECM Records, 1982)[3]
- Werner Pirchner, Harry Pepl, Jack DeJohnette  (ECM Records, 1983)[3]
- mit Herbert Joos und Jon Christensen – Cracked Mirrors (ECM Records, 1988)[3]
- Abstract Truth – Beginnings (AMADEO, 1994)[3]
- Pirchner-Pepl-Jazzzwio – Live in Concert Montreux 1981, Innsbruck 1984 (Universal Music Group, 2009) CD + DVD[3]